# Hanna Mikulska-Bojarska
Hanna Mikulska-Bojarska (ur. 25 listopada 1962 w Dobrym Mieście) – polska urzędniczka państwowa i samorządowa, wicewojewoda warmińsko-mazurski (2001–2006).

## Życiorys
Ukończyła studia z dziedziny ekonomiki handlu zagranicznego w Szkole Głównej Planowania i Statystyki, następnie zaś studia podyplomowe z zakresu zarządzania funduszami Unii Europejskiej na Uniwersytecie Warmińsko-Mazurskim.
Od lat 80. zatrudniona w administracji publicznej (rządowej i samorządowej). W latach 2001–2006 była wicewojewodą warmińsko-mazurską, następnie zaś zastępczynią dyrektora w Wojewódzkim Urzędzie Pracy w Olsztynie. W 2009 objęła stanowisko sekretarza miasta Olsztyn, zajmowała je do 2014. Następnie objęła funkcję dyrektora Wydziału Organizacji i Kadr w olsztyńskim urzędzie miasta.
Była członkinią SLD. W wyborach do Parlamentu Europejskiego w 2004 bez powodzenia ubiegała się o mandat poselski z ramienia SLD-UP.